# Robin Hood Aviation

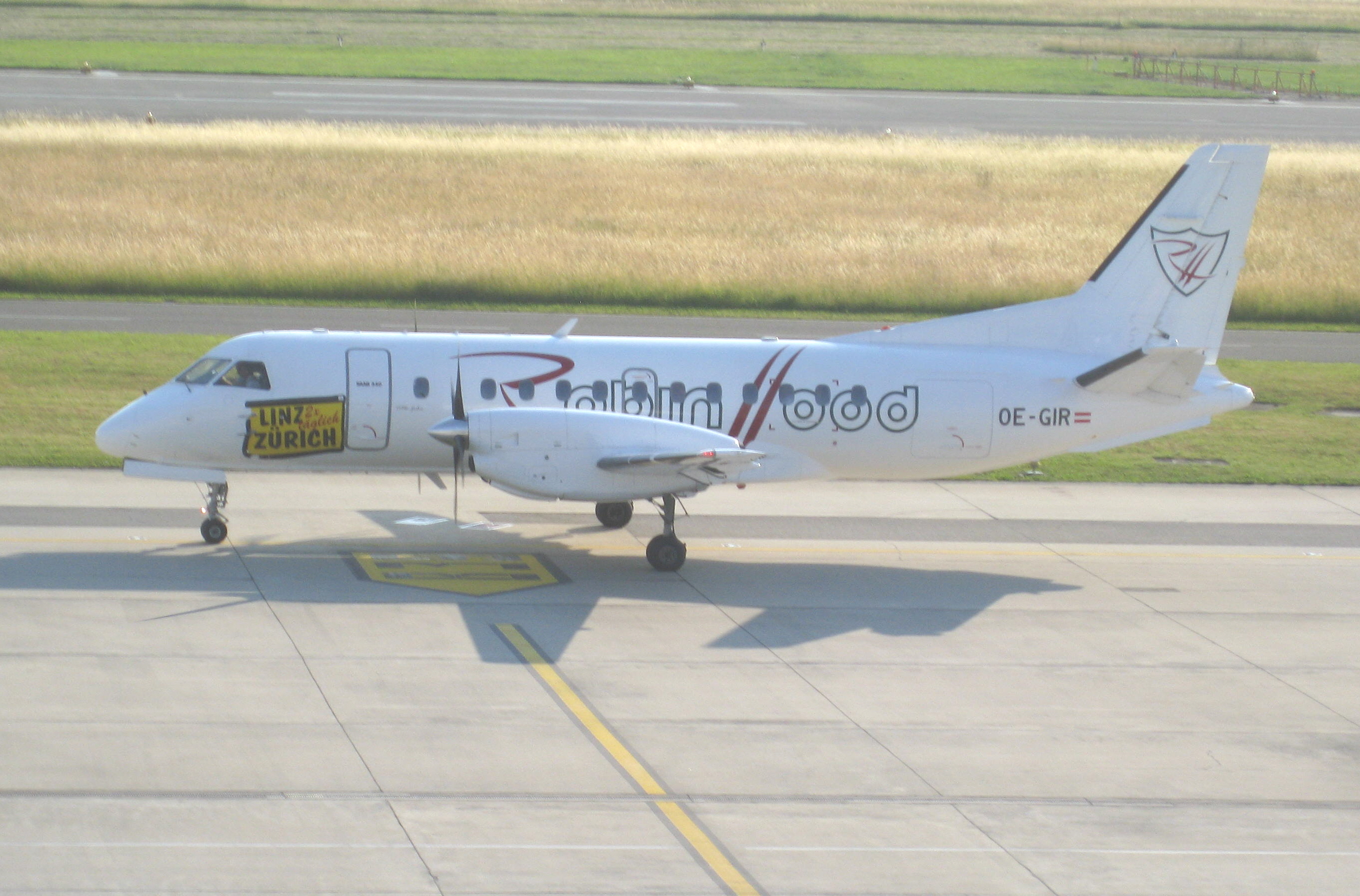
Saab 340 van Robin Hood Aviation

Robin Hood Aviation is een voormalige Oostenrijkse luchtvaartmaatschappij die haar hoofdkantoor in Graz had. De maatschappij werd op 11 april 2007 opgericht en had de IATA-code RH. Zij vlogen onder het callsign "Sherwood".
De maatschappij vloog van maandag tot en met vrijdag diverse keren per dag op de lijn Graz-Zürich en sinds maart 2010 ook weer op de lijn Linz - Zurich. In het weekend werd het vliegtuig vaak verhuurd als charter.
Robin Hood Aviation bezat twee Saab 340-toestellen. Deze zijn overgenomen van de Australische luchtvaartmaatschappij Air Nelson. Ze bieden plaats aan maximaal 33 passagiers. 
De kentekens zijn: OE-GIR en OE-GOD
Bij Robin Hood Aviation waren circa 34 medewerkers in dienst.
De maatschappij onderging in maart 2010 een doorstart na een faillissement, maar in augustus 2011 werd wederom faillissement aangevraagd bij de rechtbank in Graz, dat toegekend werd. Hiermee kwamen de overgebleven 15 medewerkers (de meeste hadden het schip al verlaten) op straat te staan. 
Door de slechte prestaties in het laatste jaar was het passagiersvertrouwen dusdanig drastisch gedaald, dat een doorstart als onrealistisch gezien werd.